# 晋襄公
晋襄公（？—前621年）。姬姓，名驩，晋文公之子，为偪姞所生，春秋时晋国君主。

## 生平
前628年，晋文公逝世，晋襄公即位。
前627年，晋襄公以先轸为帅，于殽山大败秦军，生俘秦军白乙丙、孟明视、西乞术“三帅”。襄公嫡母文嬴请放“三帅”归秦，襄公从之。先轸因之大怒，“不顾而唾”，襄公以袖掩面称谢，未治其罪。后先轸在与狄人作战时孤身“免胄”直入狄人阵中，战死谢罪。
前622年，晋大夫赵衰、狐偃、栾枝等人去世。
前621年，晋襄公薨，赵盾摄政。晋襄公有子晋灵公、桓叔捷，女婿赵穿、池。
在位期間執政為：先且居、趙衰、趙盾、欒枝、胥臣、箕鄭、先都、狐射姑、陽處父、賈佗。

## 家庭
- 父：晋文公
- 母：偪姞
  - 配偶：穆嬴，晋灵公之母
    - 子：晋灵公夷皋
    - 子：桓叔捷，晋悼公的祖父
    - 女：赵穿之妻
    - 女：公婿池之妻，杜预认为公婿池是晋襄公的女婿，杨伯峻认为公婿是氏，公婿池不是晋襄公的女婿